# Wichern-Schule
Die Wichern-Schule wurde 1874 gegründet und ist die älteste evangelische Privatschule in Hamburg.

## Geschichte

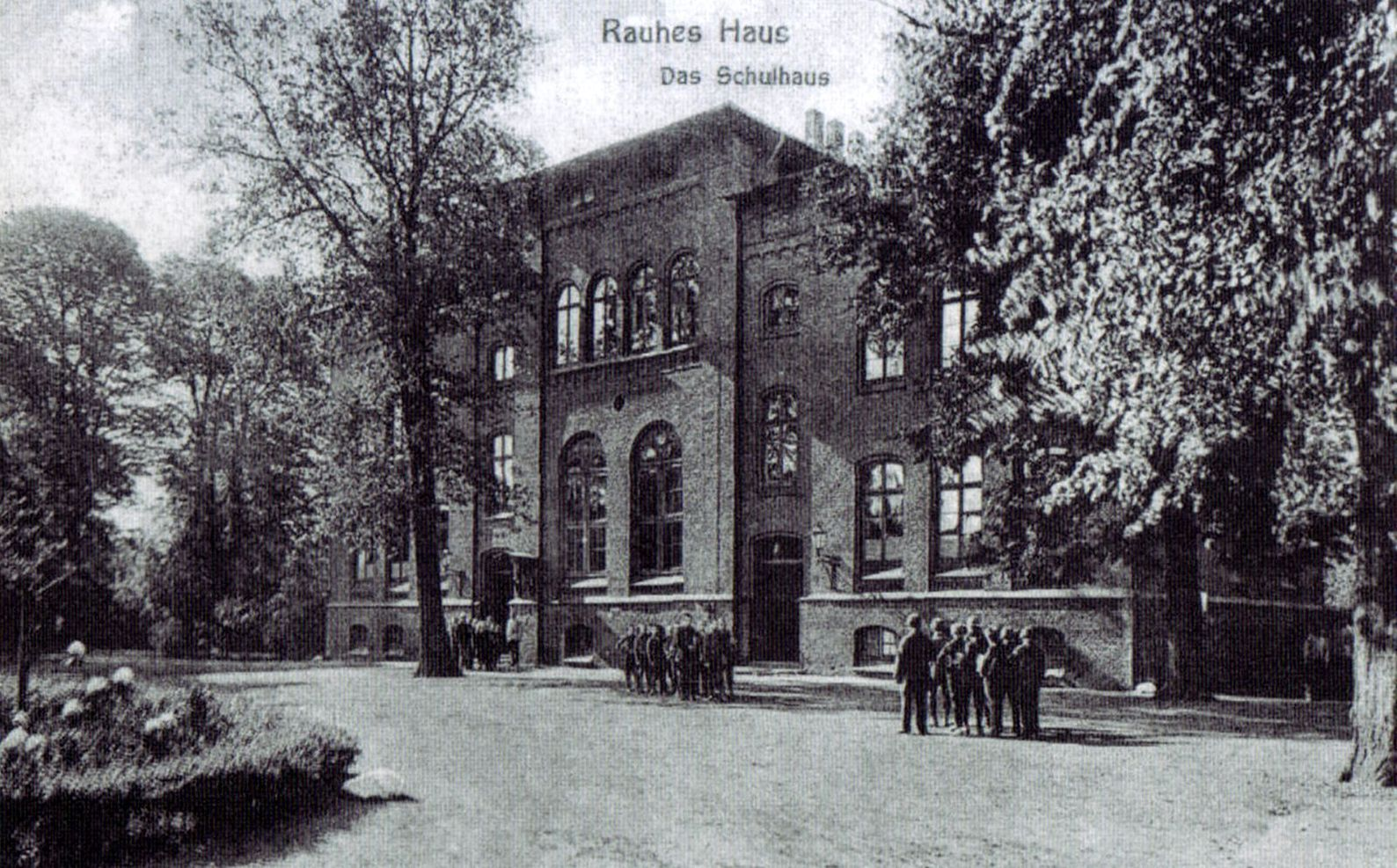
Das „Paulinum“ um 1910

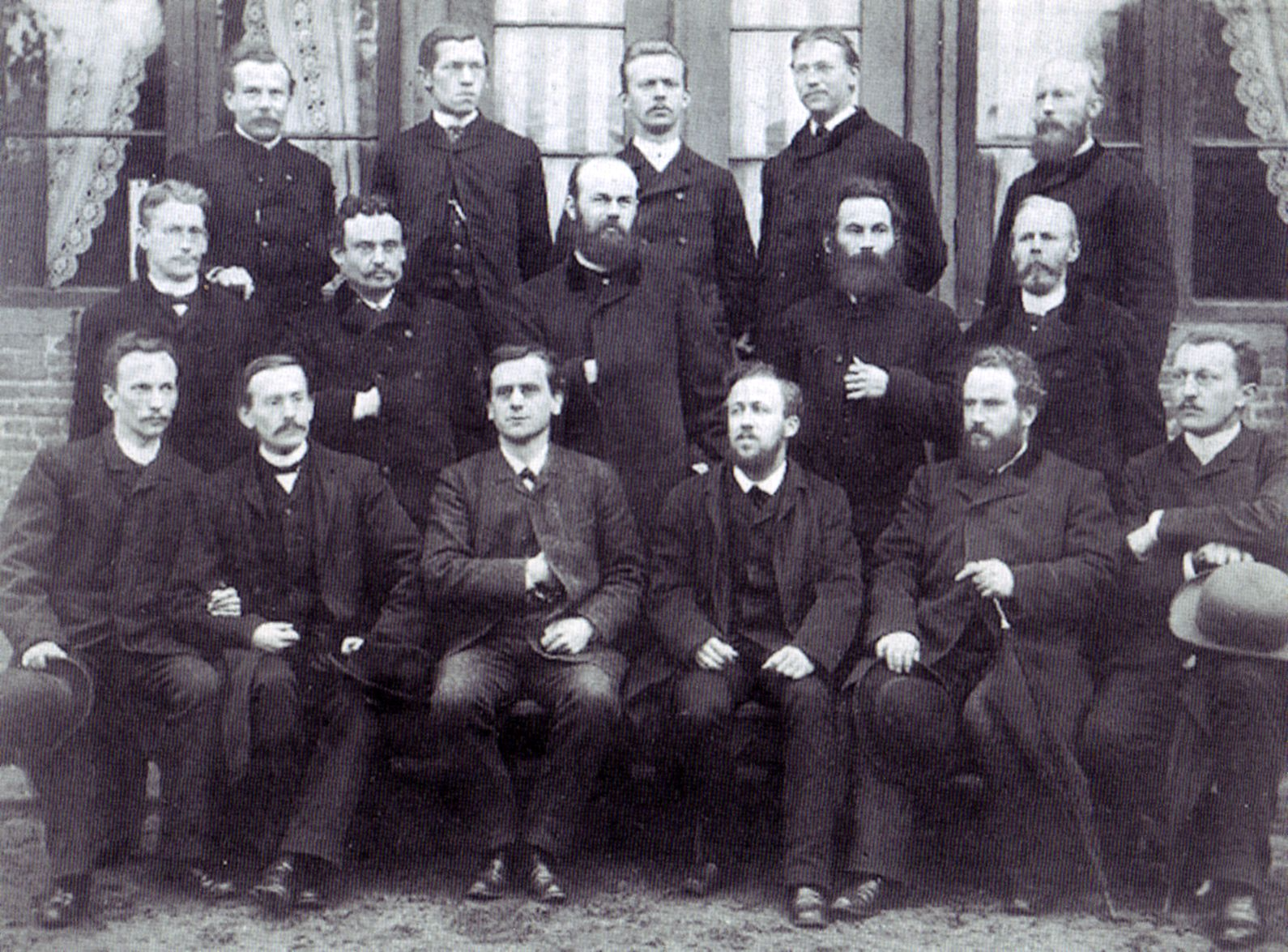
Lehrerkollegium des Paulinums, 1889

Die Schule hat ihren Ursprung in dem 1833 von Johann Hinrich Wichern gegründeten Rauhen Haus. Aus dieser Einrichtung heraus gründete Wichern im Jahre 1874 eine Schule namens „Paulinum“, die zunächst nur „Rauhhäuslern“ offenstand, aber von Anfang an verschiedene Schulzweige von der Hilfsschule bis zum Progymnasium umfasste. 1923 wurden erstmals externe Schüler (zunächst nur Jungen) aufgenommen und bis 1927 auch ein vollgymnasialer Zweig aufgebaut. Ebenfalls 1927 erfolgte die staatliche Anerkennung und die Umbenennung in Wichern-Schule.

Schon damals zeichnete sich die Schule im Vergleich zum herkömmlichen gegliederten Schulwesen durch ihren integrativen Charakter aus: 

„[…] der Volksschüler, der Hilfsschüler, der Oberrealschüler und der Gymnasiast; jeder trägt die grüne Schulmütze und jeder nennt sich Wichern-Schüler. Die Klassen liegen bunt durcheinander […], gemeinsame Schulferien, gemeinsame Andachten, gemeinsame Sportveranstaltungen und Wanderungen (…) schaffen gemeinsame gleiche Erlebnisse, gleiche Freuden und Leiden – das Gefühl der Zusammengehörigkeit.“

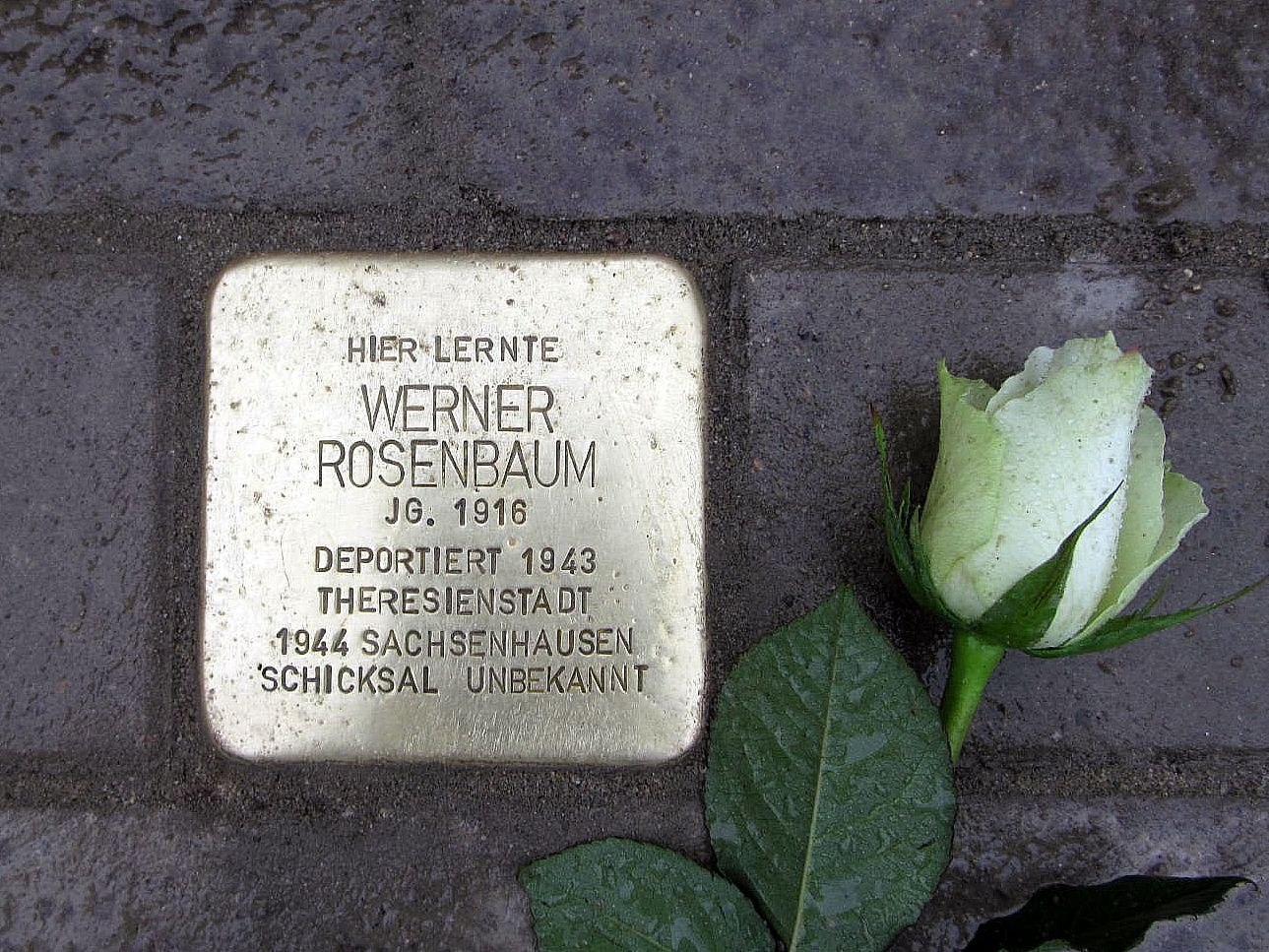
Stolperstein für den Wichern-Schüler Werner Rosenbaum vor dem Haupteingang der Schule (2019)

Am 1. Oktober 1939 wurde die Schule wie alle privaten und konfessionellen Schulen der Stadt durch die Nationalsozialisten verstaatlicht. Bei den großen Luftangriffen auf Hamburg 1943 wurde die Schule schwer beschädigt und geschlossen. Erst vierzehn Jahre später konnte die Wichern-Schule 1957 neu eingeweiht werden und wurde nun auch für Mädchen zugänglich.
Heute bestehen unter dem Dach der Wichern-Schule eine Grundschule, eine Stadtteilschule und ein Gymnasium mit insgesamt rund 1400 Schülern. Die Schule wird als staatlich anerkannte, evangelische Privatschule von der Stiftung des Rauhen Hauses und der Nordkirche getragen.

## Schulische Besonderheiten
Das „Paulinum“ ist der Grundstein für ein integratives Schulmodell, das bis heute besteht: Kinder und Jugendliche aus den Wohneinrichtungen des Rauhen Hauses und Schüler aus Hamburg und dem Hamburger Umland werden an der Schule gemeinsam unterrichtet. Das alte Schulgebäude „Paulinum“ wurde nach dem Krieg wieder aufgebaut und erweitert und dient heute der Unterbringung der gymnasialen Oberstufe und der Oberstufenbibliothek.
Die Wichern-Schule ist auf dem Gelände des Rauhen Hauses mit einem Altenheim, verschiedenen diakonischen Einrichtungen, der evangelischen Fachhochschule für Sozialpädagogik, Jugend-Betreuungswohnungen und dem restaurierten Rauhen Haus verbunden. Schüler absolvieren neben einem allgemeinen Berufspraktikum auch ein diakonisches Praktikum, beispielsweise in einem Asylbewerberheim, Krankenhaus, Kindergarten, Altenheim oder einer Wohneinrichtung für Behinderte. Für den Besuch der Schule ist es nicht erforderlich, dass die Familie der evangelischen Kirche angehört. Lediglich die Teilnahme an schulischen Andachten und Gottesdiensten wird erwartet. Für Bedürftige besteht die Möglichkeit, das Schulgeld auf Antrag zu reduzieren.
Im Schuljahr 2007/2008 richtete die Haupt- und Realschule dreizügig die fünfte Klasse als Reformschule ein. Im Gymnasium wurde im gleichen Jahr die erste „Laptop-Klasse“ eingerichtet. Bei diesem Pilotprojekt wurden die Schüler einer 7. Klasse mit persönlichen Laptops ausgestattet. Konzeptionell wurde der Unterricht in dieser Klasse verstärkt auf Projekte und individualisiertes Lernen ausgerichtet. Die positiven Erfahrungen mit diesem vier Jahre laufenden Pilotprojekt führten dazu, dass im Gymnasium der Wichern-Schule seit dem Schuljahr 2014/2015 alle Schüler der jeweils 7. Klassen im Rahmen des Profils „Digital und vernetzt lernen“ mit einem persönlichen iPad ausgestattet werden. Die Ausstattung wächst damit bis in die Oberstufe hoch, sodass mit dem Schuljahr 2019/20 alle Schüler des Gymnasiums im normalen Unterricht mit digitalen Geräten arbeiten. Die Gymnasialschüler der Oberstufe haben die Möglichkeit, Kurse zu besuchen. Im Rahmen der im August 2009 begonnenen Profiloberstufe gibt es fünf Profile: „Gerechtigkeit als menschliche Herausforderung“ (Religion, Biologie, Geschichte), „System Erde-Mensch“ (Geographie, Chemie, Religion), „Mensch-Natur-Forschung“ (Biologie, Physik, PGW), „Kultur und Geschichte“ (Geschichte, Theater, Deutsch) und „Bewegte Welt“ (Sport, Geographie, Biologie). Als Sprachen werden Englisch, Französisch, Latein, Spanisch, und in Arbeitsgemeinschaften auch Japanisch, Russisch und Altgriechisch angeboten.
Seit Mitte 2008 haben Schüler in „Schülerfirmen“ die Möglichkeit, Wissen praktisch zu erwerben und anzuwenden. Sie lernen, wie Unternehmen funktionieren und werden mit Steuern und Gesetzen konfrontiert.

## Persönlichkeiten

### Bekannte Lehrer
- Friedrich Mie (1865–1911), Althistoriker
- Bernhard Pein (1891–1970), Pädagoge und Rektor an der Wichern-Schule zur Zeit des Nationalsozialismus
- Albrecht Jobst (1902–1945), Pastor und Volkskundler
- Carl Budich (1904–1982), Pädagoge und niederdeutscher Schriftsteller
- Wolfgang Fricke (1933–2005), Musikpädagoge, komponierte als Musiklehrer an der Wichern-Schule mehrere Musicals

### Bekannte Schüler
- Wilhelm Wosenitz (1903–1964), Politiker (CDU)
- Reinhold Meyer (1920–1944), Buchhändler und Widerstandskämpfer gegen den Nationalsozialismus
- Bruno Himpkamp (1925–2008), Widerstandskämpfer gegen den Nationalsozialismus
- Claus Schülke (* 1947), Rechtsanwalt und Politiker (AfD), Abitur 1966
- Lukas Kilian (* 1986), Rechtsanwalt, Notar und Politiker (CDU), Abitur 2007